# Biblioteca Guarneriana
Biblioteca Guarneriana je javna knjižnica, ustanovljena sredi 15. stoletja in je v dveh stavbah vzdolž Rimske ulice (via Roma), v San Danieleju v Furlaniji, Italija.

## Zgodovina
Po padcu Beneške republike je 11. septembra 1797 francoski komisar Gaspard Monge ukradel nekaj njegovih najboljših rokopisov, ki jih še danes hranijo v Nacionalni knjižnici Francije v Parizu. Guarneriano so obiskali znani ljudje, kot so Ugo Foscolo, Ippolito Nievo in Giosuè Carducci.
Zbirka vključuje številne iluminirane rokopise, redko izdajo Dantejevega Pekla iz 14. stoletja, levantinsko Biblijo, katere miniature predstavljajo zanimivo mešanico zahodnih in levantinskih elementov ter številne tiskane izdaje 16. stoletja, darilo nadškofa Giusta Fontaninija njegovemu mestu.
Knjižnico je prvotno ustanovil leta 1445 okoli posmrtne donacije 173 rokopisov oglejski vikar Guarnerio d'Artegna. Z nekaterimi donacijami se je zbirka skozi stoletja povečevala, toda šele leta 1736, ko je Giusto Fontanini knjižnico obdaril s svojo veliko zbirko rokopisov in več kot 2000 knjigami, se je krajevni svet odločil zgraditi nov dom za zbirko, vključno z okrasnimi policami iz hrasta. Danes starinske zbirke knjižnice, ki mejijo na mestno stolnico, obsegajo 600 kodeksov, 80 inkunabul in 700 knjig iz 16. stoletja. Ločena stavba, čez Via Roma, hrani sodobne zbirke.